# Гросер Тиргартен
Гросер Тиргартен (на немски: Großer Tiergarten) е парк в Берлин, столицата на Германия.
Разположен е в централната част на града, в квартал Тиргартен, на южния бряг на река Шпрее. С площ 210 ha Гросер Тиргартен е вторият по големина градски парк в страната след Английската градина в Мюнхен. Паркът е създаден през XVI век като ловен парк на курфюрстите на Бранденбург, но през следващите столетия се превръща в градски парк.